# 尼庫萊什蒂鄉
44°41′N 25°55′E / 44.683°N 25.917°E
尼庫萊什蒂鄉（羅馬尼亞語：Comuna Niculești, Dâmbovița），是羅馬尼亞的鄉份，位於該國南部，由登博維察縣負責管轄，面積27平方公里，海拔高度114米，2007年人口4,498，人口密度每平方公里167人。